# 베스트 덴키 스타디움
히가시히라오 공원 하카타노모리 구기장(일본어: 東平尾公園博多の森球技場) 또는 베스트 덴키 스타디움(일본어: ベスト電器スタジアム)은 일본 후쿠오카현 후쿠오카시에 위치한 축구 경기장으로 현재 J리그 아비스파 후쿠오카의 홈 구장으로 사용되고 있다.

## 같이 보기
- 지치부노미야 럭비장